# Eku Edewor
Georgina Chloe Eku Edewor-Thorley (18 de diciembre de 1986) es una actriz, presentadora de televisión y modelo anglonigeriana. Es conocida por su trabajo como presentadora en el programa televisivo 53 Extra en Africa Magic.

## Primeros años y educación
Edewor nació en el hospital Portland en Londres, junto con su hermana gemela, Kessiana. Su madre es Juliana Edewor, una decoradora de interiores, gastrónoma y coleccionista de arte, originaria del Estado del Delta. Su padre, Hugh Thorley, es británico y ha trabajado en la industria alimentaria. Los padres de Edewor se divorciaron cuando sus hijas eran pequeñas y luego volvieron a casarse. Su padrastro, Peter Thomas, es un hombre de negocios y abogado de Lagos.
Edewor se crio en Nigeria y en el Reino Unido. Vivió en Lagos hasta los 13 y asistió a las escuelas St. Saviour's y Grange. Cuando regresó a Gran Bretaña, fue a un internado llamado Benenden School for Girls. Sin embargo, viajaba mucho con su familia y pasaba las navidades en Eku, su pequeña localidad en el Estado de Delta, y los veranos en Estados Unidos, Europa u otros países africanos.
Posteriormente, Edewor fue a la Universidad de Warwick en Coventry (Inglaterra). Se graduó con honores en Literatura Inglesa y Estudios Dramáticos en 2008. Luego, hizo un curso de tres meses de actuación para películas en la Escuela de Cine de Nueva York en 2009.

## Carrera
La primera aparición de Edewor en la televisión fue en 2007, cuando compitió en el reality show Britain's Next Top Model con el nombre de Georgina Edewor-Thorley. Mientras estudiaba en la Universidad de Warwick y en la Escuela de Cine de Nueva York, ha aparecido en producciones teatrales. Su primer trabajo en la industria del entretenimiento fue ser asistente de producción de Damian Jones; trabajó en su compañía, DJ Films, desde septiembre de 2008 a octubre de 2009. En la película Sex & Drugs & Rock & Roll está acreditada como «chica de la fiesta».
En 2010, tras la muerte de su padrastro, Edewor regresó a Nigeria para trabajar en el restaurante de su madre, el Chardonnay, así ella podría concentrarse en su carrera de decoradora de interiores. Cinco meses después de haber vuelto, fue a una audición para el puesto de presentadora de 53 Extra, un programa de entretenimiento producido por M-Net y transmitido por el canal DStv Africa Magic. Este espectáculo es un spin-off de otro programa del mismo canal, Studio 53; el número representa la cantidad de países de la Unión Africana. En 53 Extra se presenta música, moda, eventos de pasarela y noticias sobre las celebridades y los líderes de dicha industria de todo el continente.
Desde su rol en 53 Extra, Edewor tuvo otras apariciones en la televisión: codirigió el programa en vivo de Big Brother Africa All Stars en 2010 y conduce el Pepsi Top Ten Countdown desde 2012. También figuró en publicidades por el aniversario número 25 de M-NET y actuó del personaje Nicole en la serie en línea How She Left My Brother. Su primer rol importante fue el de Sapphire en la película de comedia romántica Flower Girl (2013). También actuó de Victoria en la película de 2014 When Love Comes Around, producida por Zynell Zuh.